# Кетлін Тернер
Ке́тлін Те́рнер (англ. Mary Kathleen Turner; нар. 19 червня 1954) — американська акторка кіно, театру й озвучення, режисерка та продюсерка, активістка ЛГБТ-руху. Володарка Золотого глобуса (1986). Популярна у 1980-х, відома роботою у фільмі «Роман з каменем».

## Біографія
Народилась 19 червня 1954 у місті Спрингфілді, штат Міссурі, США, в родині професійного дипломата. Разом з батьками жила в Канаді, на Кубі, у Венесуелі. Окрім англійської вільно розмовляє іспанською мовою.
Навчалась в «Центральній школі риторики і драми» в Лондоні.

## Фільмографія

### Акторка
| Рік       |     | Українська назва                        | Оригінальна назва                          | Роль                            |
| --------- | --- | --------------------------------------- | ------------------------------------------ | ------------------------------- |
| 1979      | с   | Доктора                                 | The Doctors                                | Нола Олдріч                     |
| 1981      | ф   | Жар тіла                                | Body Heat                                  | Метті Вокер                     |
| 1983      | ф   | Людина з двома мозками                  | The Man with Two Brains                    | Долорес Бенедикт                |
| 1984      | ф   | Роман з каменем                         | Romancing the Stone                        | Джоан Вайлдер                   |
| 1984      | ф   | Рідкісна порода                         | A Breed Apart                              | Стелла Клейтон                  |
| 1984      | ф   | Злочин на ґрунті пристрасті             | Crimes of Passion                          | Джоанна Крейн / Чайна Блу       |
| 1985      | ф   | Честь сім'ї Пріцці                      | Prizzi's Honor                             | Айрін Вокер                     |
| 1985      | ф   | Перлина Нілу                            | The Jewel of the Nile                      | Джоан Вайлдер                   |
| 1986      | ф   | Пеггі Сью вийшла заміж                  | Peggy Sue Got Married                      | Пеггі Сью                       |
| 1987      | ф   | Джулія і Джулія                         | Giulia e Giulia                            | Джулія                          |
| 1987      | док | Дорога Америка: Листи додому з В'єтнаму | Dear America: Letters Home from Vietnam    | лейтенантка Лінда Ван Девантер  |
| 1988      | ф   | Перемикаючи канали                      | Switching Channels                         | Крісті Коллеран                 |
| 1988      | ф   | Хто підставив кролика Роджера           | Who Framed Roger Rabbit                    | Джессіка Реббіт                 |
| 1988      | ф   | Турист мимоволі                         | The Accidental Tourist                     | Сара Лірі                       |
| 1989      | ф   | Війна подружжя Роуз                     | The War of the Roses                       | Барбара Роуз                    |
| 1989      | мф  | Проблема з животиком                    | Tummy Trouble                              | Джессіка Реббіт                 |
| 1990      | мф  | Кролик на американських гірках          | Roller Coaster Rabbit                      | Джессіка Реббіт                 |
| 1991      | ф   | Детектив Варшавскі                      | V.I. Warshawski                            | Вікторія Варшавскі              |
| 1992      | кф  | У всіх нас є казки: Румпельстілтскін    | We All Have Tales: Rumpelstiltskin         | оповідачка                      |
| 1993      | ф   | Голий в Нью-Йорку                       | Naked in New York                          | Дана Коулз                      |
| 1993      | ф   | Картковий будинок                       | House of Cards                             | Рут Метьюз                      |
| 1993      | ф   | З життя таємних агентів                 | Undercover Blues                           | Джейн Блу                       |
| 1993      | мф  | Заплутаний слід                         | Trail Mix-Up                               | Джессіка Реббіт                 |
| 1994      | мс  | Сімпсони                                | The Simpsons                               | Стейсі Левелл                   |
| 1994      | кф  | Дурість Леслі                           | Leslie's Folly                             |                                 |
| 1994      | ф   | Матуся — маньячка-вбивця                | Serial Mom                                 | Беверлі Р. Сатфін               |
| 1995      | тф  | Нарешті друзі                           | Friends at Last                            | Фанні Коннелін                  |
| 1995      | ф   | Місячне сяйво і Валентино               | Moonlight and Valentino                    | Альберта Трагер                 |
| 1996      | мф  | Найкраще з кролика Роджера              | The Best of Roger Rabbit                   | Джессіка Реббіт                 |
| 1997      | мф  | Поганий малюк                           | Bad Baby                                   | мама                            |
| 1997      | ф   | Просте бажання                          | A Simple Wish                              | Клавдія                         |
| 1997      | ф   | Справжня блондинка                      | The Real Blonde                            | Ді Ді Тейлор                    |
| 1998      | мс  | Історії з мого дитинства                | Stories from My Childhood                  | Снігова королева / Чаклунка     |
| 1998      | тф  | Ціна успіху                             | Legalese                                   | Бренда Вітласс                  |
| 1999      | ф   | Геніальні немовлята                     | Baby Geniuses                              | Єлена                           |
| 1999      | ф   | Незайманки-самогубці                    | The Virgin Suicides                        | місіс Лісбон                    |
| 1999      | ф   | Любов і життя в Чикаго                  | Love and Action in Chicago                 | посередниця                     |
| 2000      | ф   | Красива                                 | Beautiful                                  | Верна Чікл                      |
| 2000      | ф   | Принц центрального парку                | Prince of Central Park                     | Ребекка Керн                    |
| 2000      | тф  | Попелюшка                               | Cinderella                                 | Клодетт                         |
| 2000      | мс  | Цар гори                                | King of the Hill                           | міс Ліз Стрікленд               |
| 2000      | кф  |                                         | National Geographic Kids: Creepy Creatures | Клодет, чорна кішка             |
| 2001      | с   | Друзі                                   | Friends                                    | Чарліз Бін / Гелена Гендбакстер |
| 2006      | с   | Закон і порядок                         | Law & Order                                | Ребекка Шейн                    |
| 2006      | с   | Частини тіла                            | Nip/Tuck                                   | Сінді Пламб                     |
| 2006      | мф  | Будинок-монстр                          | Monster House                              | Констанція                      |
| 2008      | ф   | Марлі та я                              | Marley & Me                                | місіс Корнблат                  |
| 2009      | с   | Секс і Каліфорнія                       | Californication                            | Сью Колліні                     |
| 2011      | ф   | Ідеальна сім'я                          | The Perfect Family                         | Ейлін Клірі                     |
| 2013      | ф   | Медсестра                               | Nurse 3-D                                  | старша медсестра                |
| 2014      | ф   | Тупий та ще тупіший 2                   | Dumb and Dumber To                         | Фрейда                          |
| 2019—2021 | с   | Метод Комінськи                         | The Kominsky Method                        | Роз                             |
| 2022      | ф   | Боротьба за спадок                      | The Estate                                 | Тітка Гільда                    |
| 2023      | с   | Сантехніки Білого дому                  | The White House Plumbers                   | Діта Бірд                       |

### Режисерка, продюсерка
| Рік  |    | Українська назва | Оригінальна назва  | Роль                 |
| ---- | -- | ---------------- | ------------------ | -------------------- |
| 1994 | кф | Дурість Леслі    | Leslie's Folly     | режисерка            |
| 1995 | тф | Нарешті друзі    | Friends at Last    | продюсерка           |
| 2011 | ф  | Ідеальна сім'я   | The Perfect Family | виконавча продюсерка |